# Žebrák (rybník)
Žebrák je rybník v Jihočeském kraji u obcí Černívsko a Hostišovice. Rozloha rybníka Žebrák, který má přibližně tvar obdélníku, je asi 2,5 ha.
V okolí rybníka se nachází dnes už nepoužívaný vodní mlýn, který je přeměněn na malou rezidenci.
Rybník má na svém dně hodně bahna. Ze dvou čtvrtin je obklopen jehličnatým lesem, z jedné čtvrtiny polem a z poslední čtvrtiny je obklopen pastvinou.